# Carmen Pomiès
Carmen Charlotte Marianne Pomiès (París, 29 de septiembre de 1900-Champcueil, 29 de septiembre de 1982) fue una lanzadora de jabalina francesa y jugadora de fútbol de la asociación internacional entre las décadas de 1910 y 1930, y miembro de la Resistencia francesa durante la Segunda Guerra Mundial.

## Biografía
Pomiès nació en París en el distrito 14.  Su hermano menor, Georges Pomiès era actor y bailarín y su hermana mayor, Hélène era escritora.

### Carrera atlética

#### Jabalina
Pomiès ganó la medalla de bronce en la prueba de lanzamiento de jabalina a dos manos en las Olimpiadas femeninas celebradas en Montecarlo de 1921, quedando detrás de su compatriota Violette Morris que se llevó el oro.

#### Fútbol

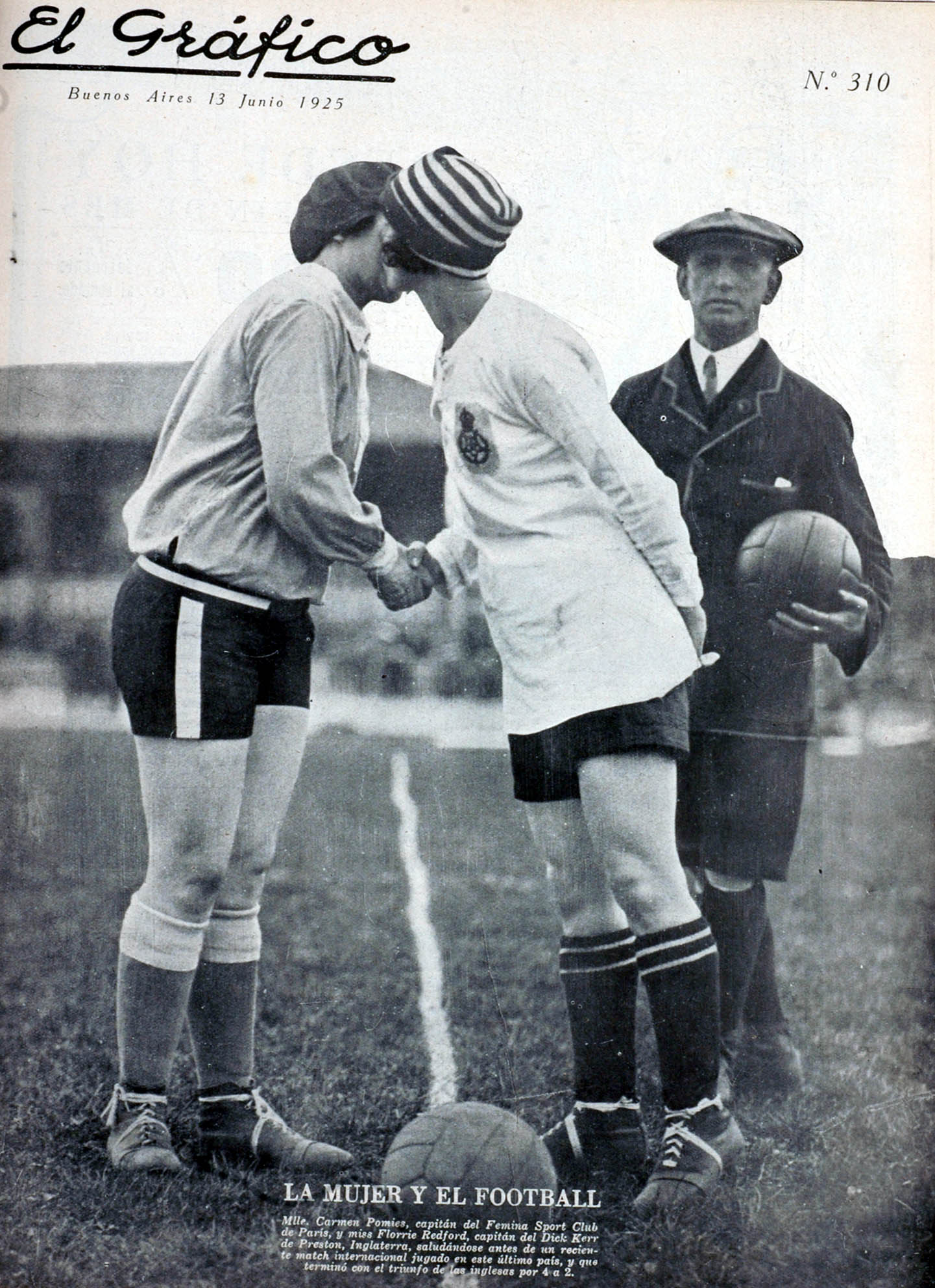
Portada de la revista argentina El Gráfico muestra a Pomiès, a la izquierda, besando a Florrie Redford al inicio de un partido en 1925.

Pomiès se incorporó al club de fútbol femenino Fémina Sport, desde su creación en 1918 jugando de central. Después de que el Fémina Sport ganara su primer campeonato francés contra un club llamado Academia, fue nombrada miembro del equipo nacional francés del que formaban parte jugadoras del Fémina, En Avant y Les Sportives para celebrar su primera gira internacional en 1920. El equipo francés viajó a Inglaterra para enfrentarse al equipo femenino inglés Dick, Kerr Ladies en una serie de cinco partidos, donde ganó un partido, empató otro y perdió dos. Uno de los partidos, la única victoria de Francia en la gira, el 6 de mayo de 1920, fue el primer partido internacional femenino disputado en Stamford Bridge.
Durante la gira, Pomiès conoció a las jugadoras del Kerr Florrie Redford y Lizzy Ashcroft. Después de una gira por Francia del Dick, Kerr, y luego otra gira francesa por Inglaterra en 1921, Pomiès decidió quedarse en Preston para unirse al equipo Dick, Kerr Ladys durante un año. Debutó con el equipo el 8 de agosto de 1921 contra el St. Helens AFC y viajó con el equipo en su gira de 1922 por Estados Unidos. Pomiès pasó de central a portera en la gira, y su actuación de 11 salvamentos el 8 de octubre de 1922 en un empate 4-4 contra un equipo masculino en Washington D. C. se destacó en los informes del partido.
Pomiès regresó a Francia, acompañada por Redford, jugadora del Dick, Kerr y asumió la capitanía del Fémina Sport. Su club regresó a Inglaterra en otra gira de 10 partidos de la Galería de Campeones en mayo de 1925, ganando un partido, empatando dos y perdiendo siete. La foto de Pomiès como capitana francesa y Redford como capitana inglesa durante la gira de 1925 se reprodujo en todo el mundo, y las imágenes filmadas de un partido en el Velódromo de Herne Hill fueron ampliamente vistas y conservadas.
En 1932, Pomiès había sucedido a Madeleine Bracquemond como capitana del equipo tanto de Fémina como de Francia. Ella fue la capitana de Fémina contra un equipo irlandés en el que participaba Molly Seaton el 4 de agosto de 1932, y marcó el primer gol en la victoria por 4-3 a pesar de estar lesionada en la primera mitad. También fue capitana de Francia contra Irlanda en la victoria por 4-1 el 10 de agosto de 1936 Según los informes, en 1933 había jugado en todos los partidos de la selección francesa.
Pomiès continuó de gira con Francia y Fémina Sport, y jugó partidos contra Dick, Kerr Ladies (más tarde conocido como Preston), al menos hasta 1938.

### Después del deporte

#### Resistencia francesa en la Segunda Guerra Mundial
El fútbol femenino estuvo prohibido durante la ocupación de Francia por la Alemania nazi durante la Segunda Guerra Mundial . Para entonces, Pomiès se había convertido en la secretaria de la actriz de cine Renée Saint-Cyr. Durante la guerra, trabajó en una maternidad en el París ocupado y como enlace con los oficiales alemanes que confirmaban las solicitudes de salida de la zona ocupada . En el primer puesto, supuestamente escondió lanzamientos aéreos de propaganda británica en camas de hospital, y en el segundo adquirió pases de salida para el Consejo Nacional de la Resistencia. También se unió a las Fuerzas del Interior francesas en París.

### Vida en Estados Unidos
Después de la guerra, Pomiès regresó a Preston en 1946 como parte de un esfuerzo francés para restablecer los eventos deportivos internacionales. Luego tomó un transatlántico hacia Estados Unidos y se instaló en Rochester, Nueva York, en 1947, donde fue traductora para la Teale Machine Company, entre cuyos ejecutivos se encontraban amigos de la infancia de Pomiès. También fue tenista competitiva en el Club de Tenis de Rochester, ganando los campeonatos de la ciudad en 1947 y 1950. En 1950 se mudó a la ciudad de Nueva York para trabajar como traductora para las Naciones Unidas.
En 1954, Pomiès obtuvo la ciudadanía estadounidense.

## Muerte
Pomiès murió en Champcueil, Francia, a los 82 años en 1982.

## Biografías
- Rowe, Chris. (2022), Carmen Pomiés: Football Legend and Heroine of the French Resistance, Pen & Sword Books Limited, ISBN 978-1-399-09170-1
- Newsham, Gail J. (1994), In a League of their Own! The Dick, Kerr Ladies 1917–1965, Pride of Place UK Limited, ISBN 1-85727-029-0